# Martinho da Arcada
O Café-Restaurante Martinho da Arcada, na Praça do Comércio, n.º 3, em Lisboa, Portugal, é o café mais antigo da cidade que se encontra actualmente em actividade. A sua história, de mais de dois séculos, está ligada à literatura portuguesa. Teria sido inaugurado pelo Marquês de Pombal, em 2 de Janeiro de 1782.

## O Martinho da Arcada
Após o grande terramoto de 1755, a reconstrução de Lisboa permitiu instalar no Terreiro do Paço um estabelecimento, conhecido desde 1778 por Café do Gelo, que fornecia bebidas e gelados para a corte. Ao longo dos seus mais de dois séculos de existência, este Café conheceria vários proprietários que lhe deram diferentes nomes.
O Café do Gelo foi adquirido pelo italiano Domenico Mignani que, em 7 de Janeiro de 1782, inaugurou a Casa do Café Italiano. Em 1795, o estabelecimento era conhecido por Café do Comércio e, por volta de 1809, era vulgarmente designado Café dos Jacobinos, pelo facto de ser frequentado pelos Jacobinos e Libertinos da época. Simão Fernando, novo proprietário, rebaptizou-o Casa da Neve, tendo como clientela a sociedade elegante de Lisboa, que em 1820 continuava a deliciar-se com os seus gelados.

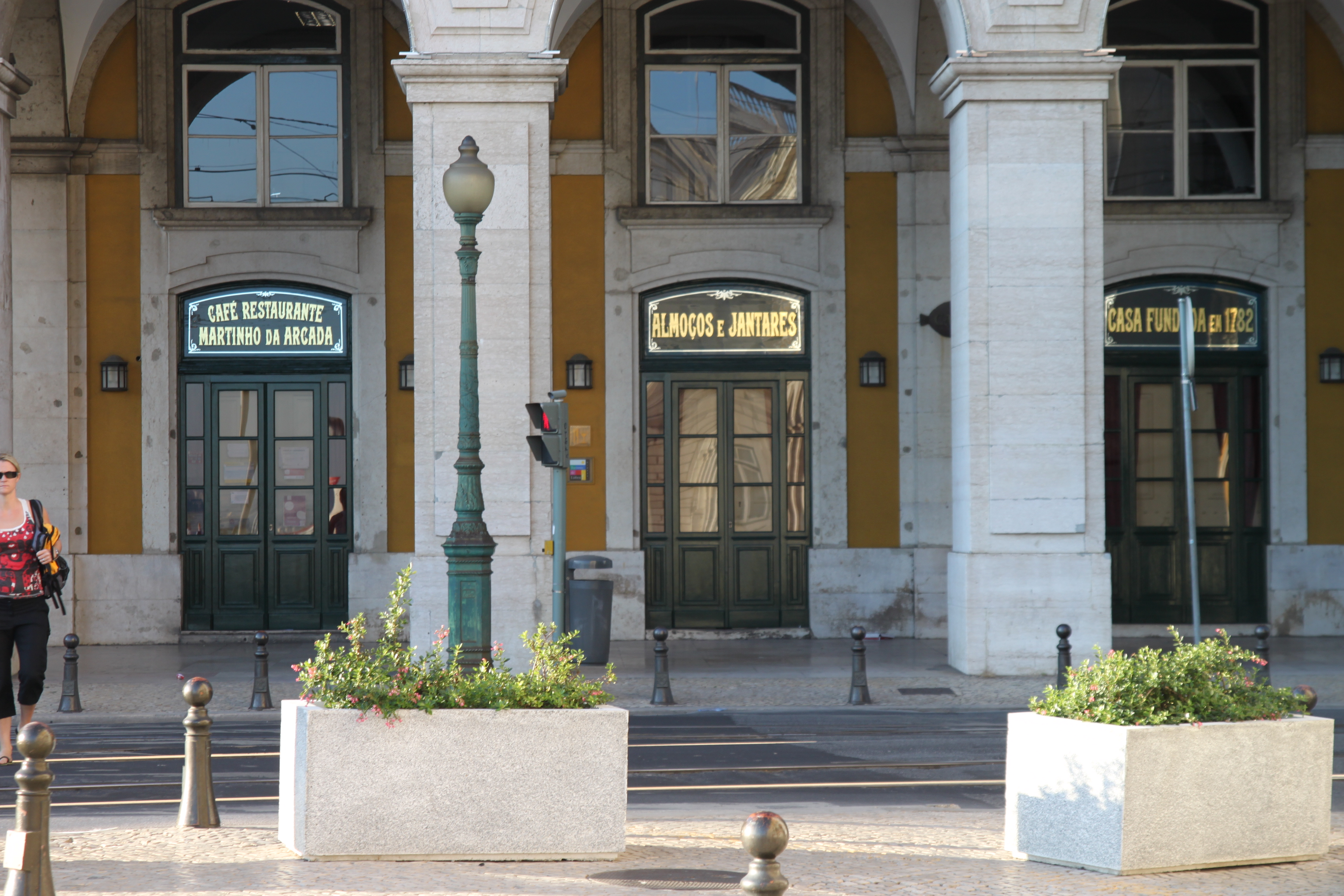
Café Martinho da Arcada

Em 1824, a casa tinha como proprietário José de Melo e era conhecida por Café da Arcada do Terreiro do Paço. Em 1845, Martinho Bartolomeu Rodrigues tornou-se o novo proprietário e mandou fazer obras que o transformaram num dos melhores cafés de Lisboa, dando-lhe o nome que conserva até hoje. O mesmo empresário abriu também outro Café Martinho no Largo do Regedor, em frente da estação dos caminhos de ferro do Rossio. O nome popular Martinho da Arcada servia para o distinguir do outro Café Martinho» que existia no Rossio.
Martinho Bartolomeu Rodrigues, homem empreendedor, chegou a ter cinco poços de gelo em Santo António da Neve, na Serra da Lousã, o qual era indispensável ao fabrico dos apetecidos gelados na estação estival. Julião Bartolomeu Rodrigues, escrivão no Tribunal do Comércio, herdou o café Martinho da Arcada em 1899, mas trespassou o estabelecimento pouco tempo depois a José Isidoro Pereira. Em 1925 este vendeu o negócio à firma Mourão & Simões, Lda, passando para a posse do sócio Alfredo de Araújo Mourão em 1928, que o deixou em herança à sua filha Albertina de Sá Mourão, em 1960.
Em 1984, o Martinho da Arcada foi classificado pelo Instituto Português do Património Arquitectónico como imóvel de interesse público e em 1988 foi aberto um concurso para a sua remodelação, sendo a obra atribuída ao Arquitecto Raul Hestnes Ferreira. Em 22 de Fevereiro de 1990, o remodelado Café-Restaurante Martinho da Arcada reabriu com nova gerência e uma luxuosa sala de refeições.

## Café, história e literatura
A história do Martinho da Arcada está indelevelmente associada às artes e letras portuguesas, tendo sido frequentado por importantes políticos, escritores e intelectuais como Afonso Costa, Manuel da Arriaga, Bernardino Machado, António Ferro ou França Borges. Na sua larga tradição literária, contou com clientes como Bocage, Lopes de Mendonça, Cesário Verde, Augusto Ferreira Gomes, António Botto e Almada Negreiros.
Um dos seus clientes mais assíduos foi sem dúvida Fernando Pessoa (que tem uma mesa permanentemente reservada). Conta-se que o escritor teria tomado ali um último café com Almada Negreiros, três dias antes de falecer, em 30 de Novembro de 1935. O autor de Mensagem, que frequentou o Café Montanha, na Rua da Assunção, durante mais de vinte anos, adoptou também, na década de 20, o Café Martinho da Arcada como um dos seus locais preferidos. Anteriormente, fora mais assíduo nas tertúlias de A Brasileira do Chiado, inaugurada em 1905, ano em que o escritor, que contava então 17 anos, regressou da África do Sul para estudar em Lisboa.
Mais recentemente, o Martinho da Arcada passou a ter também uma mesa permanentemente reservada para o escritor José Saramago.
É uma loja reconhecida pelo projeto Lojas com História, da Câmara Municipal de Lisboa.

## RestauranteO Martinho da Arcadaem Évora
Em Évora existe também o conhecido restaurante O Martinho da Arcada, no Largo Luís de Camões, n.º 24-25. 
Os pratos mais procurados nesta conhecida casa de pasto são, entre outros, os Miminhos à Martinho e a Sopa de Cação.